# Прилагођавање
Прилагођавање или адаптација је у биологији промена у складу са новим условима или околином. У психологији и социјалном раду, то је стварање могућности за усклађеност потреба личности и њеног понашања са могућностима и захтевима средине. Најчешће се постиже прилагођавањем на дате услове кроз промену образаца и структуре понашања у складу са захтевима средине или шире заједнице. Не подразумева апсолутну послушност, већ активан однос стварања услова који одговарају људским потребама и развоју креативних могућности. Структурално прилагођавање је појам који ММФ користи за промене које предлаже у земљама у развоју, као услов за давање кредита. Структуралне промене изазване овим прилагођавањима би требало да буду усмерене на смањење сиромаштва.